# Münchener Freiheit (Band)/Diskografie
Diese Diskografie ist eine Übersicht über die musikalischen Werke der deutschen Pop-Musikgruppe Münchener Freiheit. Den Quellenangaben und Schallplattenauszeichnungen zufolge hat sie bisher mehr als 2,1 Millionen Tonträger verkauft.

## Alben

### Studioalben
| Jahr | Titel                      | Höchstplatzierung, Gesamtwochen, AuszeichnungChartplatzierungen (Jahr, Titel, Platzierungen, Wochen, Auszeichnungen, Anmerkungen) | Höchstplatzierung, Gesamtwochen, AuszeichnungChartplatzierungen (Jahr, Titel, Platzierungen, Wochen, Auszeichnungen, Anmerkungen) | Höchstplatzierung, Gesamtwochen, AuszeichnungChartplatzierungen (Jahr, Titel, Platzierungen, Wochen, Auszeichnungen, Anmerkungen) | Anmerkungen                                             |
| Jahr | Titel                      | DE | AT | CH | Anmerkungen                                             |
| ---- | -------------------------- | --- | --- | --- | ------------------------------------------------------- |
| 1982 | Umsteiger                  | — | — | — | Veröffentlichung: 16. April 1982                        |
| 1983 | Licht                      | — | — | — | Veröffentlichung: Mai 1983                              |
| 1984 | Herzschlag einer Stadt     | — | — | — | Veröffentlichung: 9. November 1984                      |
| 1986 | Traumziel                  | DE15 Gold · (34 Wo.)DE | — | — | Veröffentlichung: 14. November 1986 Verkäufe: + 250.000 |
| 1988 | Fantasie                   | DE4 Gold · (27 Wo.)DE | AT29 (29 Wo.)AT | CH14 (4 Wo.)CH | Veröffentlichung: 23. März 1988 Verkäufe: + 250.000     |
| 1989 | Purpurmond                 | DE17 Gold · (29 Wo.)DE | — | — | Veröffentlichung: 29. November 1989 Verkäufe: + 250.000 |
| 1992 | Liebe auf den ersten Blick | DE7 Gold · (22 Wo.)DE | AT21 (21 Wo.)AT | CH38 (1 Wo.)CH | Veröffentlichung: 13. Januar 1992 Verkäufe: + 250.000   |
| 1994 | Energie                    | DE28 (10 Wo.)DE | — | — | Veröffentlichung: 16. Februar 1994                      |
| 1996 | Entführ mich               | — | — | — | Veröffentlichung: 11. Oktober 1996                      |
| 1998 | Schatten                   | — | — | — | Veröffentlichung: 16. Oktober 1998                      |
| 2000 | Freiheit die ich meine     | DE46 (3 Wo.)DE | — | — | Veröffentlichung: 10. April 2000                        |
| 2002 | Wachgeküsst                | DE76 (1 Wo.)DE | — | — | Veröffentlichung: 3. Juni 2002                          |
| 2003 | Zeitmaschine               | DE85 (1 Wo.)DE | — | — | Veröffentlichung: 21. Juli 2003                         |
| 2004 | Geile Zeit                 | DE82 (1 Wo.)DE | — | — | Veröffentlichung: 22. November 2004                     |
| 2007 | XVII                       | DE57 (1 Wo.)DE | — | — | Veröffentlichung: 9. Februar 2007                       |
| 2009 | Eigene Wege                | DE10 (8 Wo.)DE | — | — | Veröffentlichung: 20. März 2009                         |
| 2010 | Ohne Limit                 | DE60 (1 Wo.)DE | — | — | Veröffentlichung: 1. Oktober 2010                       |
| 2013 | Mehr                       | — | — | — | Veröffentlichung: 25. Oktober 2013                      |
| 2016 | Schwerelos                 | — | — | — | Veröffentlichung: 14. Oktober 2016                      |

grau schraffiert: keine Chartdaten aus diesem Jahr verfügbar

### Livealben
| Jahr | Titel                        | Höchstplatzierung, Gesamtwochen, AuszeichnungChartplatzierungen (Jahr, Titel, Platzierungen, Wochen, Auszeichnungen, Anmerkungen) | Höchstplatzierung, Gesamtwochen, AuszeichnungChartplatzierungen (Jahr, Titel, Platzierungen, Wochen, Auszeichnungen, Anmerkungen) | Höchstplatzierung, Gesamtwochen, AuszeichnungChartplatzierungen (Jahr, Titel, Platzierungen, Wochen, Auszeichnungen, Anmerkungen) | Anmerkungen                       |
| Jahr | Titel                        | DE | AT | CH | Anmerkungen                       |
| ---- | ---------------------------- | --- | --- | --- | --------------------------------- |
| 1990 | Freiheit Live!               | DE60 (6 Wo.)DE | — | — | Veröffentlichung: 9. Oktober 1990 |
| 2011 | Live in der Grossen Freiheit | DE69 (1 Wo.)DE | — | — | Veröffentlichung: 4. März 2011    |

### Kompilationen
| Jahr | Titel                                            | Höchstplatzierung, Gesamtwochen, AuszeichnungChartplatzierungen (Jahr, Titel, Platzierungen, Wochen, Auszeichnungen, Anmerkungen) | Höchstplatzierung, Gesamtwochen, AuszeichnungChartplatzierungen (Jahr, Titel, Platzierungen, Wochen, Auszeichnungen, Anmerkungen) | Höchstplatzierung, Gesamtwochen, AuszeichnungChartplatzierungen (Jahr, Titel, Platzierungen, Wochen, Auszeichnungen, Anmerkungen) | Anmerkungen                                            |
| Jahr | Titel                                            | DE | AT | CH | Anmerkungen                                            |
| ---- | ------------------------------------------------ | --- | --- | --- | ------------------------------------------------------ |
| 1986 | Von Anfang an                                    | DE6 Gold · (29 Wo.)DE | AT13 (18 Wo.)AT | CH6 (14 Wo.)CH | Veröffentlichung: 22. Februar 1986 Verkäufe: + 250.000 |
| 1992 | Ihre größten Hits                                | DE18 Gold · (18 Wo.)DE | — | — | Veröffentlichung: 13. Oktober 1992 Verkäufe: + 250.000 |
| 1994 | Schenk mir eine Nacht (Ihre schönsten Lovesongs) | DE56 (6 Wo.)DE | — | — | Veröffentlichung: 28. September 1994                   |
| 2005 | Alle Jahre – Alle Hits – Die Singles             | DE82 (1 Wo.)DE | — | — | Veröffentlichung: 28. Oktober 2005                     |

Weitere Kompilationen
- 1997: Definitive Collection (1997)
- 2003: Definitive Collection (2003)
- 2007: Die Hits der 80er
- 2008: Hit Collection
- 2009: Das beste aus 40 Jahren Hitparade
- 2009: Maxis, Hits & Raritäten
- 2010: Alle Jahre – Alle Hits – 30 Jahre Münchener Freiheit
- 2010: Ihre besten Lieder 1980-2010

### Englischsprachige Alben
- 1987: Romancing in the Dark
- 1988: Fantasy
- 1990: Love Is No Science

## Singles

### Als Leadmusiker
| Jahr | Titel Album                                               | Höchstplatzierung, Gesamtwochen, AuszeichnungChartplatzierungen (Jahr, Titel, Album, Platzierungen, Wochen, Auszeichnungen, Anmerkungen) | Höchstplatzierung, Gesamtwochen, AuszeichnungChartplatzierungen (Jahr, Titel, Album, Platzierungen, Wochen, Auszeichnungen, Anmerkungen) | Höchstplatzierung, Gesamtwochen, AuszeichnungChartplatzierungen (Jahr, Titel, Album, Platzierungen, Wochen, Auszeichnungen, Anmerkungen) | Anmerkungen                                                              |
| Jahr | Titel Album                                               | DE | AT | CH | Anmerkungen                                                              |
| ---- | --------------------------------------------------------- | --- | --- | --- | ------------------------------------------------------------------------ |
| 1984 | Oh Baby Herzschlag einer Stadt                            | DE23 (10 Wo.)DE | — | — | Erstveröffentlichung: 24. April 1984                                     |
| 1985 | Ohne dich (schlaf ich heut Nacht nicht ein) Von Anfang an | DE2 Platin · (19 Wo.)DE | AT1 (16 Wo.)AT | CH1 (14 Wo.)CH | Erstveröffentlichung: 8. November 1985 Verkäufe: + 600.000               |
| 1986 | Tausendmal du Von Anfang an                               | DE9 (17 Wo.)DE | AT7 (12 Wo.)AT | CH25 (2 Wo.)CH | Erstveröffentlichung: 21. März 1986                                      |
| 1986 | Es gibt kein nächstes Mal Traumziel                       | DE24 (15 Wo.)DE | — | — | Erstveröffentlichung: 3. Oktober 1986                                    |
| 1987 | Herz aus Glas Traumziel                                   | DE24 (15 Wo.)DE | — | — | Erstveröffentlichung: 6. Februar 1987                                    |
| 1987 | So lang’ man Träume noch leben kann Fantasie              | DE2 (18 Wo.)DE | — | CH17 (2 Wo.)CH | Erstveröffentlichung: 23. Oktober 1987 mit dem London Symphony Orchestra |
| 1988 | Bis wir uns wiedersehn Fantasie                           | DE11 (17 Wo.)DE | — | — | Erstveröffentlichung: 26. Februar 1988                                   |
| 1988 | So heiß Fantasie                                          | DE47 (8 Wo.)DE | — | — | Erstveröffentlichung: 6. Juni 1988                                       |
| 1989 | Verlieben verlieren Purpurmond                            | DE31 (21 Wo.)DE | — | — | Erstveröffentlichung: 13. Oktober 1989                                   |
| 1990 | Ich will dich nochmal Purpurmond                          | DE50 (14 Wo.)DE | — | — | Erstveröffentlichung: 12. Februar 1990                                   |
| 1990 | Komm zurück Freiheit Live!                                | DE54 (10 Wo.)DE | — | — | Erstveröffentlichung: 17. September 1990                                 |
| 1991 | Liebe auf den ersten Blick Liebe Auf Den Ersten Blick     | DE16 (18 Wo.)DE | — | CH31 (1 Wo.)CH | Erstveröffentlichung: 18. November 1991                                  |
| 1992 | Einfach wahr Liebe Auf Den Ersten Blick                   | DE52 (14 Wo.)DE | — | — | Erstveröffentlichung: 16. März 1992                                      |
| 1992 | Einmal kommt das Leben Ihre Größten Hits                  | DE62 (13 Wo.)DE | — | — | Erstveröffentlichung: 14. September 1992                                 |
| 1993 | Tausend Augen Ihre Größten Hits                           | DE52 (12 Wo.)DE | — | — | Erstveröffentlichung: 18. Januar 1993                                    |
| 1993 | Viel zu weit –                                            | DE53 (5 Wo.)DE | — | — | Erstveröffentlichung: 7. April 1993                                      |
| 1994 | Du bist Energie für mich Energie                          | DE56 (11 Wo.)DE | — | — | Erstveröffentlichung: 6. Dezember 1993                                   |
| 1994 | Du weißt es, ich weiß es Energie                          | DE72 (7 Wo.)DE | — | — | Erstveröffentlichung: 10. Mai 1994                                       |
| 1998 | Hit-Mix Schatten                                          | DE80 (3 Wo.)DE | — | — | Erstveröffentlichung: 23. Februar 1998                                   |
| 2004 | Geile Zeit                                                | DE93 (1 Wo.)DE | — | — | Erstveröffentlichung: 27. September 2004                                 |
| 2007 | Nichts ist wie du XVII                                    | DE84 (2 Wo.)DE | — | — | Erstveröffentlichung: 26. Januar 2007                                    |
| 2009 | Sie liebt dich wie du bist Eigene Wege                    | DE47 (4 Wo.)DE | — | — | Erstveröffentlichung: 13. März 2009                                      |

Weitere Singles
- 1982: Zeig mir die Nacht (Umsteiger)
- 1982: Baby Blue (Umsteiger)
- 1983: Ich steh’ auf Licht (Licht)
- 1983: Rumpelstilzchen (Licht)
- 1984: SOS (Herzschlag einer Stadt)
- 1985: Herzschlag ist der Takt (Herzschlag einer Stadt)
- 1988: Diana (Fantasie)
- 1990: Ihr kommt zu spät (Purpurmond)
- 1994: Schenk‘ mir eine Nacht (Schenk‘ mir eine Nacht – ihre schönsten Lovesongs)
- 1995: Du bist da (Energie)
- 1996: Komm doch zu mir (Entführ Mich)
- 1997: Liebe, Lust und Leidenschaft (Entführ Mich)
- 1998: Dann versinkt die Welt in Schweigen (Schatten)
- 1998: Schuld war wieder die Nacht (Schatten)
- 2000: Du bist nicht allein (Freiheit die ich meine)
- 2000: Solang (Freiheit die ich meine)
- 2002: Wachgeküsst (Wachgeküsst)
- 2002: Wieder und wieder (Wachgeküsst)
- 2003: Tausendmal du (Version 2003) (Zeitmaschine)
- 2005: Ein Engel wie du (Geile Zeit)
- 2005: Du bist das Leben
- 2010: Seit der Nacht (Ohne Limit)
- 2013: Meergefühl

### Als Gastmusiker
| Jahr | Titel Album                 | Höchstplatzierung, Gesamtwochen, AuszeichnungChartplatzierungen (Jahr, Titel, Album, Platzierungen, Wochen, Auszeichnungen, Anmerkungen) | Höchstplatzierung, Gesamtwochen, AuszeichnungChartplatzierungen (Jahr, Titel, Album, Platzierungen, Wochen, Auszeichnungen, Anmerkungen) | Höchstplatzierung, Gesamtwochen, AuszeichnungChartplatzierungen (Jahr, Titel, Album, Platzierungen, Wochen, Auszeichnungen, Anmerkungen) | Anmerkungen                                                                         |
| Jahr | Titel Album                 | DE | AT | CH | Anmerkungen                                                                         |
| ---- | --------------------------- | --- | --- | --- | ----------------------------------------------------------------------------------- |
| 1985 | Nackt im Wind –             | DE3 (10 Wo.)DE | — | — | Veröffentlichung: 21. Januar 1985 Verkäufe: + 150.000; als Teil von Band für Afrika |
| 1997 | Where Do I Belong Nightclub | DE49 (10 Wo.)DE | AT25 (9 Wo.)AT | — | Veröffentlichung: 1. Dezember 1997 Mr. President feat. Münchener Freiheit           |

Weitere Gastbeiträge
- 2010: Besamé (Jay Del Alma feat. Münchener Freiheit)

### Internationale Singles
- 1988: Back to the Sunshine (Romancing in the Dark)
- 1988: Keeping the Dream Alive (Fantasy; mit London Symphony Orchestra & The Jackson Singers, #14 in Großbritannien)
- 1990: All I Can Do (zweite englische Version von „Tausendmal du“)

## Videoalben
- 1990: Freiheit Live!
- 2003: Von Anfang an – live und mehr
- 2005: Alle Jahre – Alle Hits – live
- 2009: Eigene Wege
- 2011: Live in München

## Statistik

### Chartauswertung
|                     | DE     | AT    | CH    |
| ------------------- | ------ | ----- | ----- |
| Nummer-eins-Alben   | DE—DE  | AT—AT | CH—CH |
| Top-10-Alben        | DE4DE  | AT—AT | CH1CH |
| Alben in den Charts | DE18DE | AT3AT | CH3CH |

|                       | DE     | AT    | CH    |
| --------------------- | ------ | ----- | ----- |
| Nummer-eins-Singles   | DE—DE  | AT1AT | CH1CH |
| Top-10-Singles        | DE4DE  | AT2AT | CH1CH |
| Singles in den Charts | DE24DE | AT3AT | CH4CH |

### Auszeichnungen für Musikverkäufe
Anmerkung: Auszeichnungen in Ländern aus den Charttabellen bzw. Chartboxen sind in ebendiesen zu finden.
| Land/RegionAuszeichnungen für Musikverkäufe (Land/Region, Auszeichnungen, Verkäufe, Quellen) | Gold     | Platin  | Verkäufe  | Quellen                            |
| -------------------------------------------------------------------------------------------- | -------- | ------- | --------- | ---------------------------------- |
| Deutschland (BVMI)                                                                           | 6× Gold6 | Platin1 | 2.150.000 | musikindustrie.de, Einzelnachweise |
| Insgesamt                                                                                    | 6× Gold6 | Platin1 |           |                                    |